# Zhang Changhong
Zhang Changhong (Shandong, 14 de fevereiro de 2000) é um atirador esportivo chinês, campeão olímpico.

## Carreira
Changhong participou dos Jogos Olímpicos de Verão de 2020 em Tóquio, onde participou da prova de carabina três posições, conquistando a medalha de ouro após se consagrar campeão ao totalizar 466.0 pontos e bater o recorde mundial.